# Fântânele (gmina Motoșeni)
Fântânele – wieś w Rumunii, w okręgu Bacău, w gminie Motoșeni. W 2011 roku liczyła 358 mieszkańców.